# Un funerale dell'altro mondo
Un funerale dell'altro mondo (大腕S, DawanP) è un film del 2001 scritto e diretto da Feng Xiaogang.

## Trama
Il celeberrimo regista Don Tyler è in Cina per girare le scene del suo nuovo film, ma in realtà si trova in un periodo di profonda crisi creativa; quando all'improvviso ha un malore che lo porta in fin di vita. L'assistente alla regia Lucy e il cameraman Yoyo – che poi finiranno per innamorarsi – con l'aiuto di un amico di quest'ultimo, Louis Wang, decidono così di realizzare l'ultimo desiderio del regista: avere "un funerale dell'altro mondo", una vera e propria cerimonia monumentale, sul modello di quella degli imperatori. Per sostenere i costi, ogni oggetto del funerale viene letteralmente venduto e pubblicizzato, e l'evento assume un'incredibile risonanza internazionale, tanto da predisporre una trasmissione dell'evento in mondovisione; tuttavia e incredibilmente, quando tutti i contratti sono stati firmati, Tyler si riprende, più in forze che mai: il regista è divertito dalla situazione e chiede a Yoyo di mantenere il segreto, ma quest'ultimo si ritrova a dover affrontare una situazione che ormai gli è sfuggita completamente di mano.

## Distribuzione
In Cina la pellicola è stata distribuita dalla Columbia Tristar a partire dal 21 dicembre 2001, mentre in Italia direttamente in DVD, a partire dal 31 gennaio 2003.

### Edizione italiana
L'edizione italiana è stata curata da CDC Sefit Group, su dialoghi di Alberto Piferi.